# Ховилова, Оксана Алексеевна
Оксана Алексеевна Ховилова (род. 16 мая 1989 года) - российская пловчиха в ластах.

## Карьера
Спортивная карьера Оксаны начиналась у знаменитого тренера по прыжкам в воду Татьяны Стародубцевой. Но вскоре Оксана оставила прыжки и занялась подводным спортом у Натальи Капустиной. В настоящее время её тренер - Е.В. Корыстина.
Четырёхкратная призёрка чемпионата Европы 2008, 2010, 2014 годов.
В 2015 году становится бронзовым призёром чемпионата мира.